# Кампенон, Венсан
Франсуа-Николя Венсан Кампенон (фр. François-Nicolas Vincent Campenon; 29 марта 1772, Сен-Франсуа, Гваделупа — 29 ноября 1843, Вилькрен, департамент Валь-де-Марн региона Иль-де-Франс) — французский поэт и переводчик с латыни и английского языка. Член Французской академии (с 1813).

## Биография
Рождённый на острове Гранд-Тер в Гваделупе, в возрасте четырёх лет был привезён во Францию и обучался в коллеже Санса, где увлёкся поэзией. Был горячим поклонником творчества Ж.-А. Бернардена де Сен-Пьера.
Во время Великой французской революции не боялся открыто выражать свои роялистские взгляды, сочинил песню в честь королевы Марии-Антуанетты, осуждался и под угрозой ареста вынужден был бежать в Швейцарию. Написал тогда же в прозе и стихах «Voyage de Grenoble à Chambery».
Возвратился в Париж после Реставрации Бурбонов, был завсегдатаем литературного салона мадам Ансело и вскоре стал чрезвычайно популярен благодаря поэмам «La Maison des champs» и «L’Enfant prodigue».
Занимал скромные должности в министерстве внутренних дел.
10 июня 1813 года был избран членом Французской Академии вместо аббата Жака Делиля. Академия приветствовала его как первого представителя Гваделупы.
Будучи членом Французской Академии голосовал против приёма в академию Альфонса де Ламартина и Виктора Гюго.
Занимал пост имперского комиссара Национального театра комической оперы, при Реставрации — секретарь королевского кабинета, инспектор Университета. В 1820 году вследствие расстроенного здоровья вышел в отставку, посвятив себя научной и литературной деятельности.
Умер 29 ноября 1843 года в возрасте 71 года.

## Творчество
Автор дидактических и элегических стихов.

## Избранные произведения
- «Voyage de Grenoble a Chambery» (1796),
- «Oeuvres de Leonard» (1798),
- «Requete des rosieres de Salancy a l, imperatrice» (1811),
- «Poesies et opuscules» (1823)
- «Essais de memoires ou Lettres sur la vie, le caractere et les ecrits de J.F. Ducis» (1824).

Перевёл работы Горация (с латыни), Дэвида Юма и историка Уильяма Робертсона (с английского языка), занимался публикацией произведений Вольтера, своего дяди Николя-Жермена Леонара и других авторов.

## Награды
Офицер ордена Почётного Легиона.